# Gozbald
Gozbald, Gozbaldus ou Gauzbaldus (mort le 20 septembre 855) est évêque de Wurtzbourg de 842 à sa mort.

## Biographie
On ne connaît rien des origines de Golzbald. Une relation avec Hariolf, qui fonde en 764 l'abbaye d'Ellwangen, est mentionnée dans sa vita, elle reste cependant lors de sa révision au XIIe siècle.
Golzbald devient en 825 le septième abbé de Niederaltaich. En 842, il est nommé évêque de Wurtzbourg par Louis II de Germanie dont il a été le chancelier de 830 à 833.
Avant même son élection à Wurtzbourg, il fait venir des reliques dans l'église d'Ochsenfurt. Peu avant sa mort, la cathédrale de Wurtzbourg est frappée par la foudre. Sa reconstruction débute sous son successeur, Arn.

## Source, notes et références
- (de) Cet article est partiellement ou en totalité issu de l’article de Wikipédia en allemand intitulé « Gozbald » (voir la liste des auteurs).